# Pseudomyrmex salvini
Pseudomyrmex salvini é uma espécie de formiga do género Pseudomyrmex, subfamilia Pseudomyrmecinae. Esta espécie foi descrita cientificamente por Forel em 1899.

## Distribuição
Encontra-se no Guatemala e México.